# 奥布泰尔
奥布泰尔（法語：Obterre，法語發音：[ɔptɛʁ]）是法国安德尔省的一个市镇，位于该省西部，和安德尔-卢瓦尔省接壤，属于勒布朗区。

## 地理
奥布泰尔（46°54'54"N, 1°2'13"E）面积28.47 平方千米，位于法国中央-卢瓦尔河谷大区安德尔省，该省份为法国中部省份，北起卢瓦-谢尔省，西北接安德尔-卢瓦尔省，西南接维埃纳省，南至克勒兹省和上维埃纳省，东临谢尔省。
与奥布泰尔接壤的市镇（或旧市镇、城区）包括：阿宰勒费龙、克莱雷迪布瓦、波奈、克莱斯河畔博赛、沙尔尼宰、圣弗洛维耶。

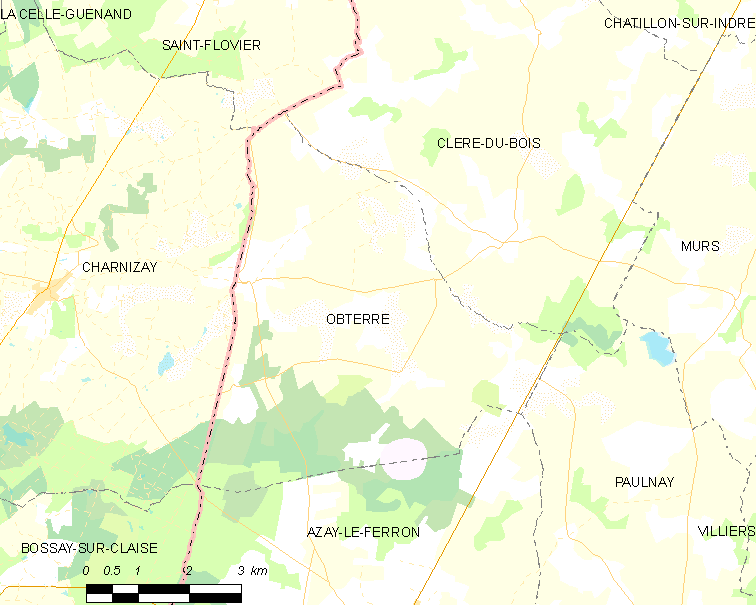
奥布泰尔的OSM定位图

奥布泰尔的时区为UTC+01:00、UTC+02:00（夏令时）。

## 行政
奥布泰尔的邮政编码为36290，INSEE市镇编码为36145。

## 政治
奥布泰尔所属的省级选区为勒布朗县。

## 人口

1962-2008年间奥布泰尔人口变化图示

奥布泰尔于2022年1月1日时的人口数量为225人。